# 路線図
路線図（ろせんず）とは、鉄道・バスや道路、送電線等の路線・施設（停留所等）の接続・配置関係を相対的に示した図表である。ここでは鉄道路線・バス路線のものを中心に記述する。

## 概要
路線を表す線と停留所（鉄道駅）を表す点に記号化されて表現される。路線図は路線と路線にある駅の順序を視覚的に伝える性格を持ち、方向や距離などは大まかで地理を正確に表現することが第一目的ではない。地理的正確性よりも路線上の相対的な駅の位置や路線の接続関係が優先される。
駅や停留所を表す点は、起点や終点、接続点などでは点を大きくして強調されることがある。また、路線についても各路線で線色や線種が区別されていることが多く、路線名称については線上またはその近くに直接あるいは引き出し線で付記される。取扱範囲外の路線の接続については主題の路線より線の太さ・色などを弱めて表現することが多い。
案内する性格であることから、鉄道や路線バスの場合、駅や停留所・バスターミナルや車内に掲出される。事業者や路線によっては、旅客に対し印刷した図を配布したり、販売したりすることもある。また、時刻表に併せて掲載されることもある。
草創期のものは、地図上に路線を描いただけに過ぎなかったが、ヘンリー・ベックが1931年に考案した（一度は却下されたものの、翌年の再提案で採用となり1933年から使用された）ロンドン地下鉄路線図（チューブ・マップ）は、路線を水平方向・垂直方向または45度の傾きの直線で描き、駅は実際の駅間距離を無視して均等に表現、乗換駅は白い四角とした。これが、現在よくみられる鉄道路線図の最初の例だと考えられており、世界中の路線図のデザインに影響を与えた。

### 鉄道
鉄道路線は航空路線などと異なり、起点から終点までの間にいくつもの駅が存在し、鉄道の発達とともに路線が網のように広がって複雑化してきた。一方、需要の減少や災害によって廃駅や廃線が生ずることもあり、一度出来上がった路線網と言えども恒久的なものではない。
したがって、常にそれらの情報を利用者にわかりやすい形で提供する必要があり、路線と駅のみを単純化した線の図を作成・掲示（配布）することで、旅客や荷主は目的の駅と通る路線・そこまでの経路・乗換地点を把握することが出来るようになる。
路線図はその目的から、駅構内の配線、曲率や勾配などの線形は無視され、基本的に1つの路線は1本の線、1つの駅は1つの点（記号）で表現される。駅の点（記号）の横に当該駅名を付する。路線の分岐は駅の点または線の途中から線を枝分かれさせて表現する。
駅間距離などの縮尺は無視されることが多く、一部に、地図式の路線図も存在するが、正確な縮尺に基づくものは、案内掲示のものとしては少数派である。
路線を表す線は、事業者・路線・区間などで色分けすることがあり、ラインカラーが使われることもある。図によっては、単線区間を細線、複線区間を太線で表すなどの工夫もある。橋梁、トンネルなどは基本的には省かれるが、青函トンネルのように特筆すべき施設や、観光地・景勝地などでは記載することがある。
なお、列車（列車種別）の停車駅を線で表したものは「停車駅案内図」などと呼ばれ、狭義の路線図ではないが、路線図から派生したものと見られる。また路線図に、駅の記号を数種類設けたり、1路線であっても列車種別ごとに2本以上の線を引くなどして、停車駅の違いを表した路線図もある。
地下鉄などで、各路線毎に運行系統が独立している場合、列車が運行する1路線のみ記載した路線図もある。これらは主として駅や車内に掲示される。路線の交差は、駅名のそばに乗り換え路線名を記す事で案内する。

### 路線バス

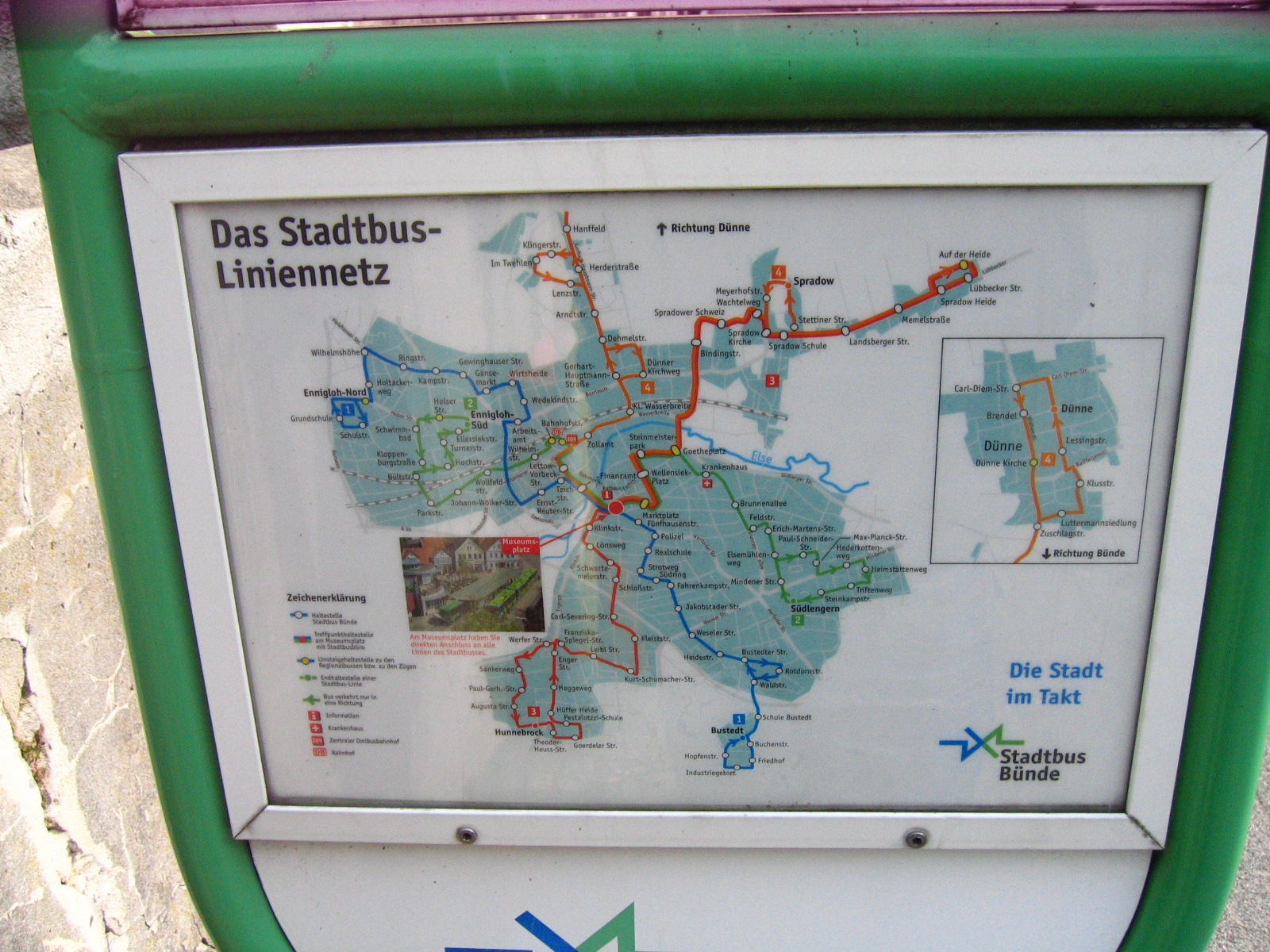
路線バスの系統図。地理ベースだと路線網が複雑になるほど対応しきれない。

路線バスについては、1つの運行系統につき1本の線で表現する「系統図」がある。系統ごとに色分けして表現することが基本形となっている。この方式は運行系統ごとに把握できる利点がある一方で一つ一つの系統を独立した線で表現するため、ターミナル周辺など複数系統の重複区間では便数にかかわらず“線の束”が太くなり視認性が低下しがちな欠点を持つ。その場合、次の処理を行うことがある。
1. 図としての処理
  1. 重複区間は線を細くする[2]
  2. 重複区間は別表で記載する[3][4]
  3. 重複区間では一本の線で表現する[4]
  4. 停留所に系統番号を付記して系統ごとの停車地を示す [5][4]
  5. 系統をグループ化し、グループごとに図を分ける[6]
  6. 任意の系統のみ表示させる[7] - ウェブなど
2. 系統そのものの扱い
  1. 似通った系統同士の名称・色・線をグループ化する[8]

この他、地図の道路上に線を引き、路線・停留所を表した路線図もあり、こちらはベースとなっている地図については縮尺が正確である。これもまた系統が多いと道路の枠内に収まりきらないという悩みを持つ。

## 掲出
最も多い掲出場所は鉄道の場合駅のコンコースと列車内である。地下駅の壁面に大人の背丈くらいの大きな路線図が掲出されている事例からホーム上における駅名標サイズの看板、さらに出札口用にA3サイズ以下のものまで大小様々である。運賃表が路線図式になっている例も多い。
東京の地下鉄ではホーム入口に路線別の路線図を掲げ識別標識として使用している。東京圏最大手の東日本旅客鉄道（JR東日本）では地域全体の自社路線図を列車内・ターミナル駅の改札内に掲出している一方、改札外には掲出しない場合が多く、小駅では路線別の路線図を掲出している。
バスの場合はバスターミナルである。小規模停留所では掲出されない事例が非常に多い。バスの場合、大きな都市などでは運行系統・停留所数が多過ぎて情報過多に陥り正確に路線を網羅することがかえって理解を妨げる可能性があるため、方面・発着場・事業者毎の抜粋版になっていたり、そもそも旅客向けには作成されていない場合もある。

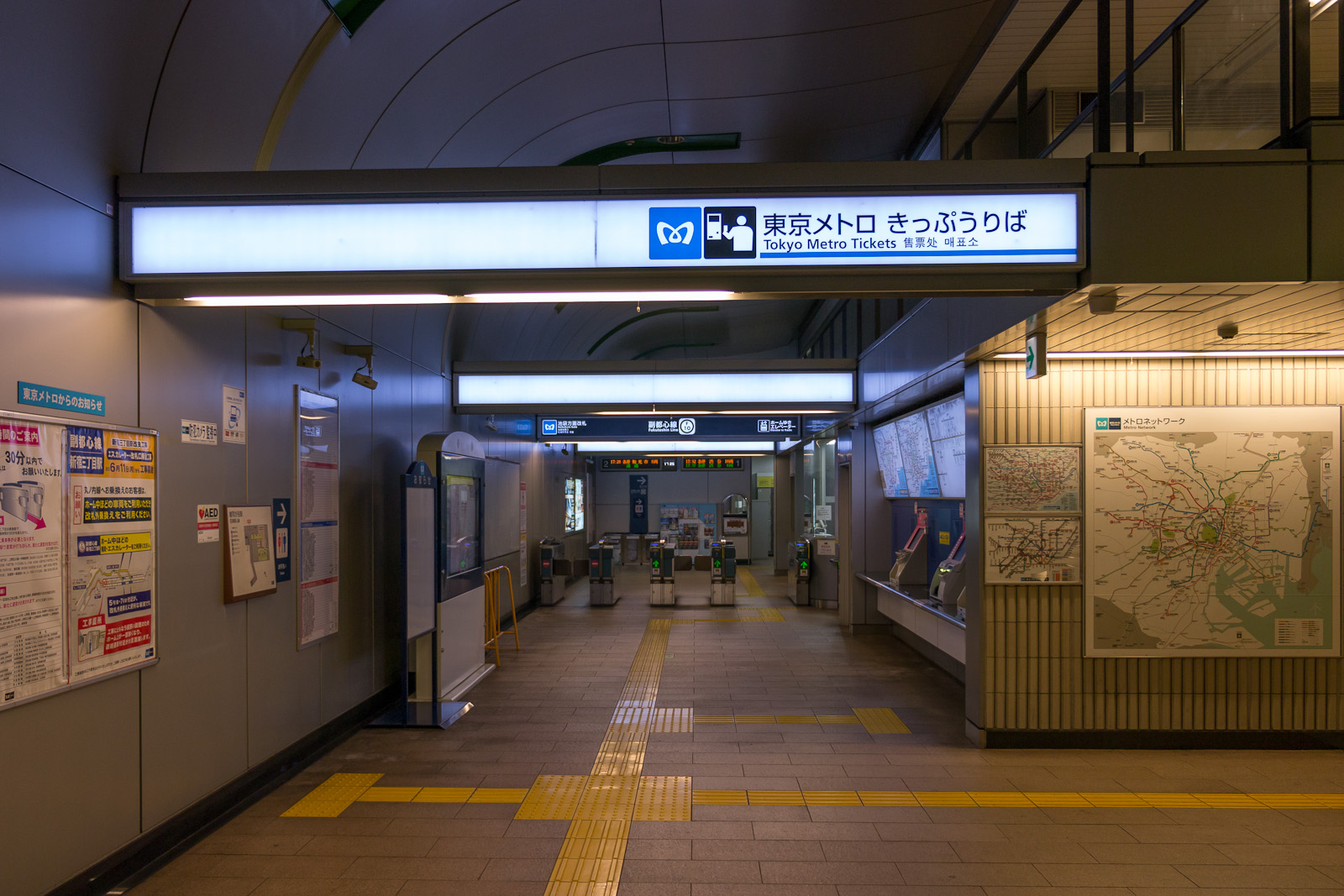
地下駅の大サイズ（右）
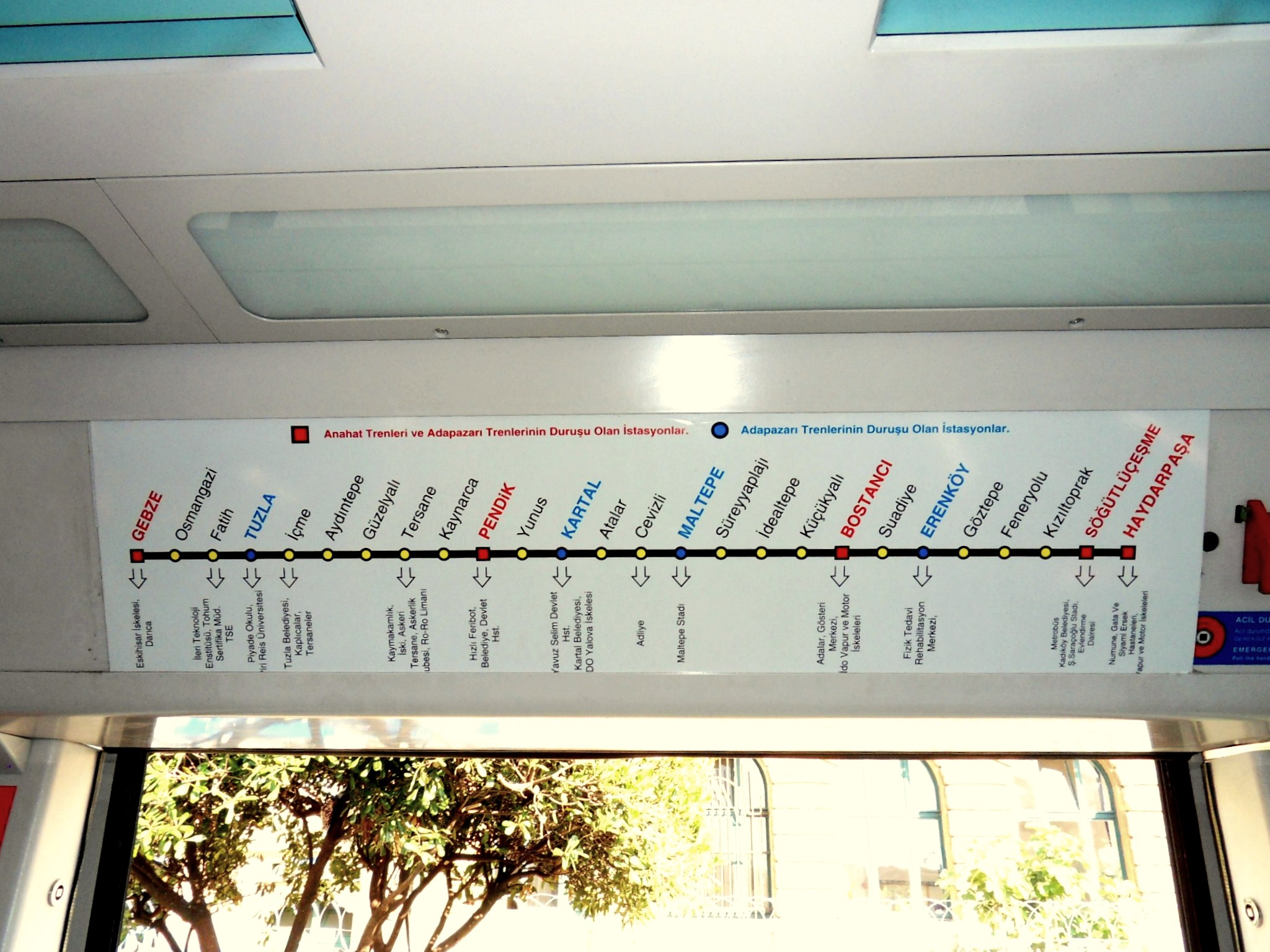
列車内
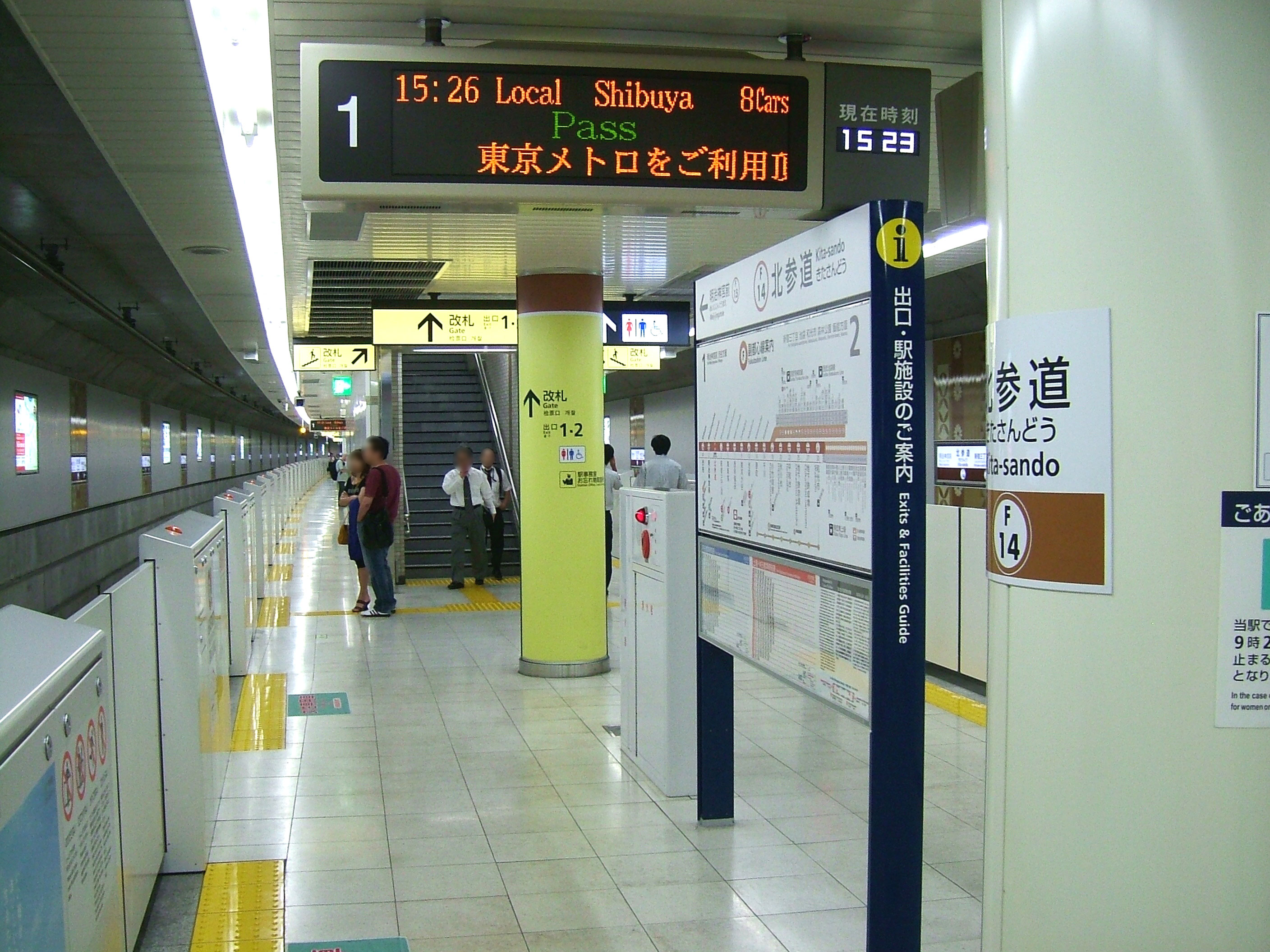
東京地下鉄では駅名標より大きい
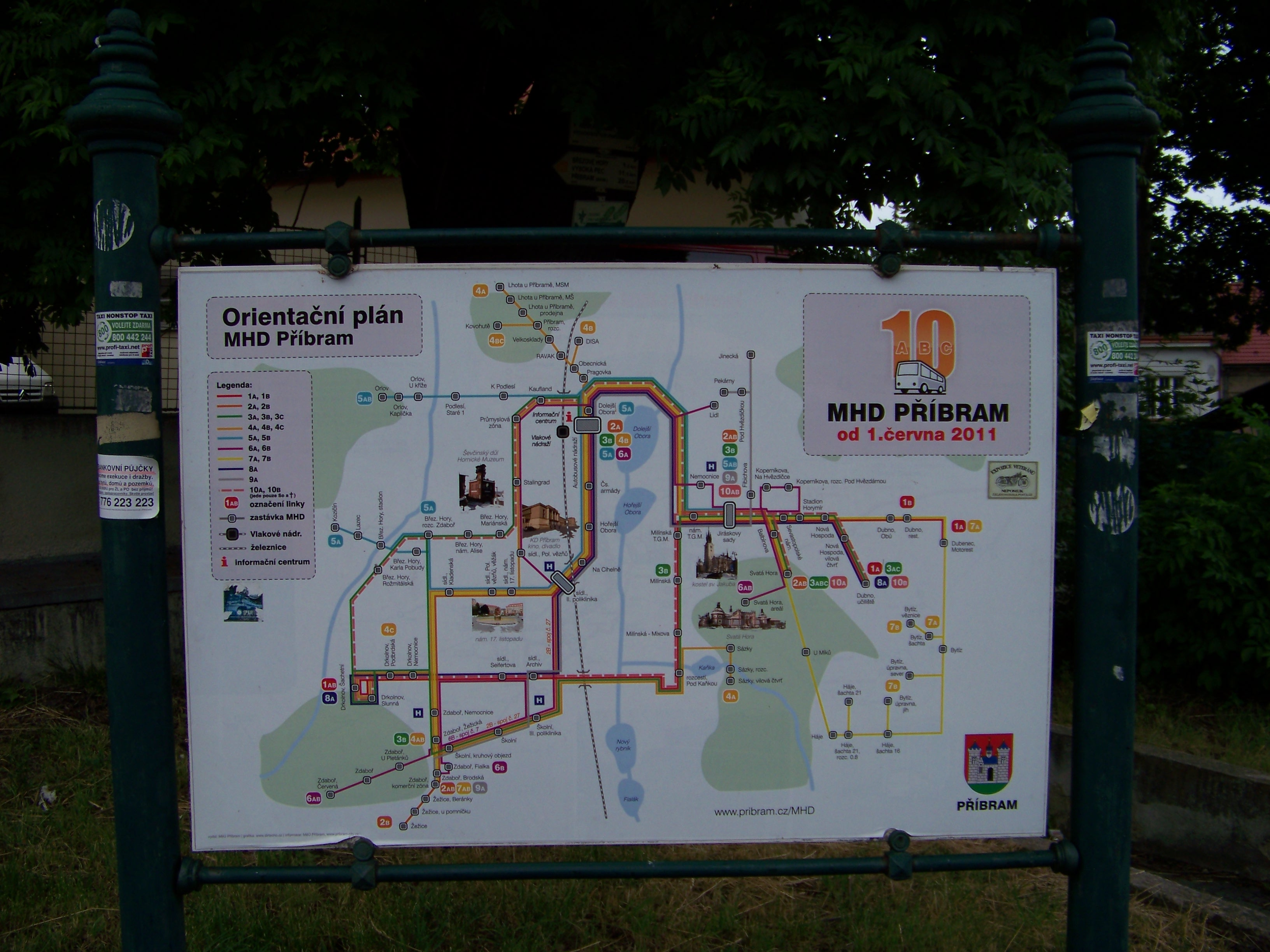
バス路線図
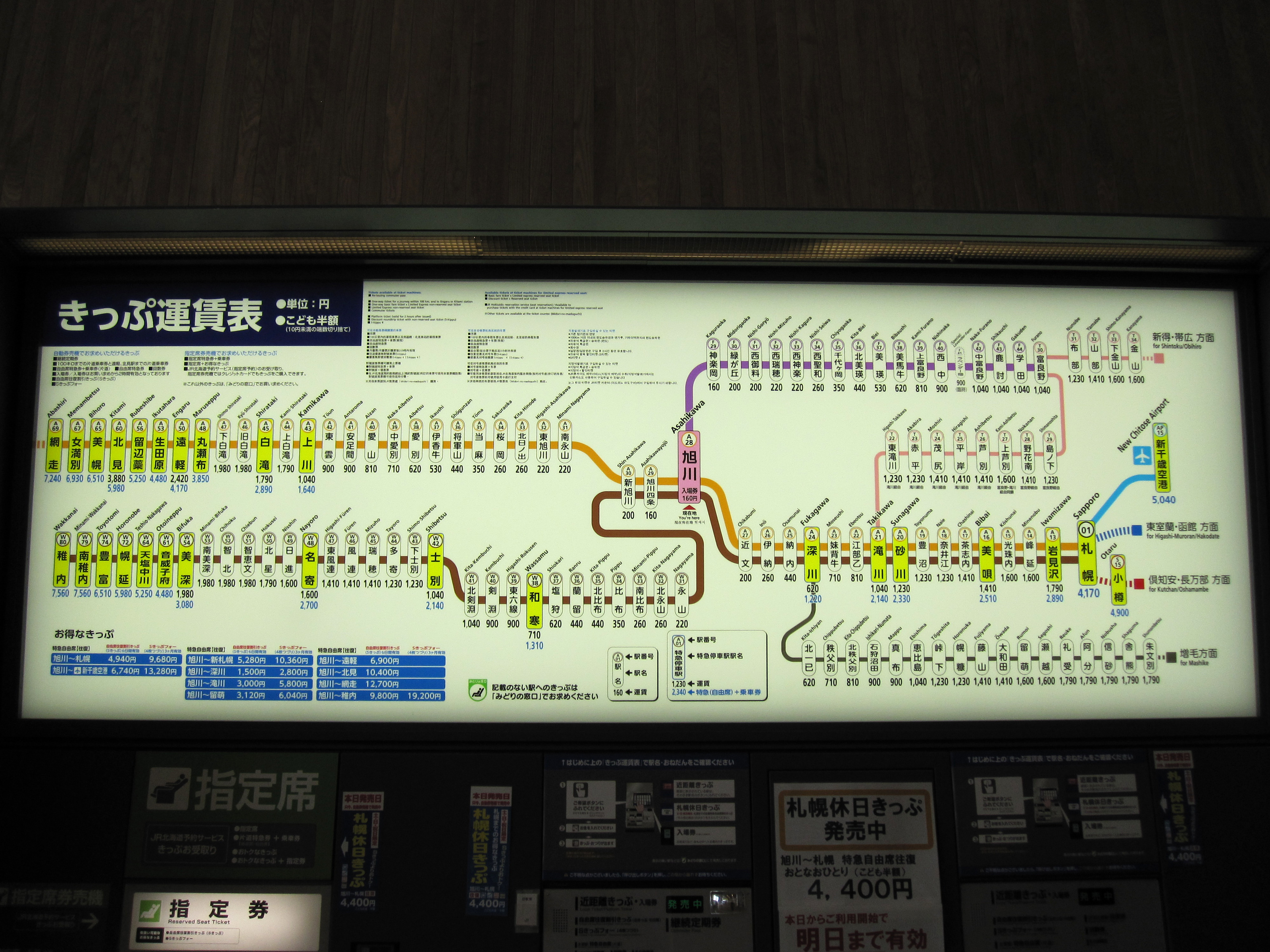
路線図式運賃表

## 配布・出版
多くの都市の地下鉄では路線図のみを印刷した紙を無料で配布していることが多いが、郊外・長距離鉄道ではあまり例がなく、それらについては有料の書籍に掲載されている場合が多い。
鉄道事業者やバス事業者（それに準ずる機関を含む）が編集・監修または発行する出版物において路線図を掲載していることがある。最も多いのは列車時刻表の書籍である。民営鉄道各社が競合する日本においては、自社時刻表において基本的に自社路線のみを記載するか、自社路線を強調して記載していることが多い。地域内全ての鉄道路線を網羅したものは、大概鉄道事業者以外の組織が制作している。日本の市販手帳の多くには国内各都市の地下鉄路線図が掲載されている。
一方、コンピュータソフトやウェブ上においては少し事情が異なる。21世紀以降はウェブ上の公共交通機関案内サイトに路線図が存在する事例が急増しているが、これらのサイトは列車やバスの時刻・経路検索を主としており、路線図そのものが情報の主役となるのではなく、GUIを活かした索引となっている例が多い。

## 道路の路線図
日本の自動車道事業規則における路線図は同規則第二章第五条において縮尺5万分の一以上の平面図とされ、路線の距離、主要構造物（橋、トンネル）、道路、線路との交差位置などの図示が要件としてあげられている。